# Кодекс Лауда
Кодекс Лауда (лат. Codex Laudianus, условное обозначение Ea или 08) — одна из древнейших рукописей Нового Завета на греческом и латинском языках, датируемая половиной VI века.

## Особенности рукописи
Кодекс Лауды написан на 227 пергаментных листах; размер листа — 27 на 22 см. Текст на листе расположен в двох колонках. Левую страницу каждого разворота занимает латинский перевод; правую — греческий текст. Рукопись содержит текст Деяний Апостолов.
Рукопись представляет смешанный тип текста, который во многом совпадает с кодексом Безы. Рукопись относится к II категории Аланда.

## История
Палеографически рукопись датируют концом VI или началом VII века. Во время тридцатилетней войны рукопись оказалась в руках архиепископа Лауды (1618—1648). В настоящее время рукопись находится в Бодлейской библиотеке в Оксфорде (Laud. Gr. 35 1397, I,8).